# Freienstein-Teufen
Freienstein-Teufen (toponimo tedesco; fino al 1958 Freienstein) è un comune svizzero di 2 342 abitanti del Canton Zurigo, nel distretto di Bülach.

## Società

### Evoluzione demografica
L'evoluzione demografica è riportata nella seguente tabella:
Abitanti censiti

## Amministrazione
Ogni famiglia originaria del luogo fa parte del cosiddetto comune patriziale e ha la responsabilità della manutenzione di ogni bene ricadente all'interno dei confini del comune.